# That's Not What I Heard
That's Not What I Heard es el álbum debut de la banda estadounidense de garage rock Gossip (antiguamente bajo su nombre The Gossip), fue lanzado el 23 de enero de 2001 por el sello discográfico independiente Kill Rock Stars. Según declaraciones de Beth Ditto a MTV varias de las voces fueron grabadas en un cuarto de baño.

## Lista de canciones
1. "Swing Low" – 1:18
2. "Got All This Waiting" – 1:47
3. "Bones" – 2:09
4. "Sweet Baby" – 1:41
5. "Tuff Luv" – 1:14
6. "Got Body If You Want It" – 2:02
7. "Where the Girls Are" – 1:44
8. "Bring It On" – 2:26
9. "Heartbeats" – 1:44
10. "Catfight" – 1:15
11. "Jailbreak" – 1:23
12. "Southern Comfort" – 1:07
13. "And You Know..." – 1:49
14. "Hott Date" – 2:16

## Personal
- Beth Ditto – Vocalista, piano
- Brace Paine – guitarra, Bajo
- Kathy Mendonça – batería

- Datos: Q3178144